# Ventozelo
Ventozelo ist ein Ort und eine ehemalige Gemeinde (Freguesia) im portugiesischen Kreis Mogadouro. Die Gemeinde hatte 146 Einwohner (Stand 30. Juni 2011).
Am 29. September 2013 wurden die Gemeinden Ventozelo und Vilarinho dos Galegos zur neuen Gemeinde União das Freguesias de Vilarinho dos Galegos e Ventozelo zusammengeschlossen.